# Ancorabolus hendrickxi
Ancorabolus hendrickxi is een eenoogkreeftjessoort uit de familie van de Ancorabolidae. De wetenschappelijke naam van de soort is voor het eerst geldig gepubliceerd in 2002 door Gómez & Conroy-Dalton.